# لودوفيك ديلبورت
لودوفيك ديلبورت (بالفرنسية: Ludovic Delporte)‏ (مواليد 6 فبراير 1980 في سانت كاثرين لو أراس - فرنسا) لاعب كرة قدم فرنسي يلعب حاليا لصالح نادي الدرجة الأولى أوساسونا الإسباني منذ 2004 في مركز الجناح الأيسر .

## روابط خارجية
- لودوفيك ديلبورت على موقع قاعدة بيانات كرة القدم.إي يو (الإنجليزية)
- لودوفيك ديلبورت على موقع ليكيب (الفرنسية)
- لودوفيك ديلبورت على موقع Soccerway.com (الإنجليزية)
- لودوفيك ديلبورت على موقع عالم كرة القدم.نت (الإنجليزية)
- لودوفيك ديلبورت على موقع GSA (الإنجليزية)